# 大禾山站
大禾山站位于福建省南平市光泽县华桥乡，车站作为会让站建于1985年，以增加鹰厦线的运输能力。距鹰潭站91公里，距厦门站603公里。现为四等站。客运办理旅客乘降，不办理行李包裹托运，不办理货运业务。
本站位于大禾山隧道南侧、小禾山隧道北侧:68。大禾山隧道横穿武夷山脉，全长1460.2米，是赣江和闽江的分水岭。